# Toussaint-Pierre-Louis-Samuel Castaing
Pour les articles homonymes, voir Castaing.
Toussaint-Pierre-Louis-Samuel Casting (né le 26 juin 1767 à Author-Du-Perche - mort le 13 décembre 1844 à Mamers), est un homme politique français.

## Biographie
Il est le fils de Toussaint Casting, médecin, et de Jeanne de Laguette. Maître particulier des Eaux et forêts à Alençon, il devient commandant de la garde nationale du canton d'Alençon, puis adjudant général de la 1re légion du district d'Alençon en 1792.
Le 18 novembre 1792, il est élu député suppléant du département de l'Orne à la Convention. Il n'est admis à siéger, parmi les modérés, que le 18 novembre 1792, en remplacement de Dufriche-Valazé, condamné à mort et exécuté.
Le 14 avril 1799, il est nommé député de l'Orne au Conseil des Cinq-cents. Il fait partie du comité de législation forestière, dont il est rapporteur à plusieurs reprises. Il s'oppose aux coupes extraordinaires décrétées par le Directoire. Il dépose aussi des propositions pour réprimer les excès de la presse et pour réglementer l'exercice du notariat. Il fait supprimer le supplément d'indemnité qui avait été accordé aux membres des Conseils.
Favorable au 18 brumaire, il entra au Corps législatif, comme député de l'Orne, le 25 décembre 1799. Il y siège jusqu'en 1803. Le gouvernement impérial lui confia les fonctions d'inspecteur principal des Eaux et forêts en 1806, puis d'inspecteur général des forêts de France.
Lors des Cent-Jours, c'est lui qui présenta à l'empereur, le 28 mai 1815, la députation du collège électoral du département de l'Orne.

## Sources
- « Toussaint-Pierre-Louis-Samuel Castaing », dans Adolphe Robert et Gaston Cougny, Dictionnaire des parlementaires français, Edgar Bourloton, 1889-1891 [détail de l’édition]
- « Cote LH/444/8 », base Léonore, ministère français de la Culture